# Питьёва, Клара Ефимовна
Клара Ефимовна Питьёва (1924—2021) — советский и российский учёный-гидрогеолог, гидрогеохимик и геолог, педагог, доктор геолого-минералогических наук (1974), профессор (1988). Заслуженный профессор МГУ (2002). Заслуженный работник высшей школы Российской Федерации (2004).

## Биография
Родилась 1 сентября 1924 года селе Репьевка Hовоспасского района Ульяновской области. Была участником Великой Отечественной войны, старший сержант 804-го батальона аэродромного обслуживания Прибалтийского фронта.
С 1946 по 1951 год обучалась на Геологического факультета МГУ, с 1951 по 1954 год обучалась в аспирантуре этого факультета. С 1954 года на научно-педагогической работе на Геологическом факультете МГУ: ассистент, с 1961 года — старший научный сотрудник, с 1982 по 1984 год — заведующий лабораторией инженерной геодинамики и охраны геологической среды, с 1987 года — ведущий научный сотрудник и профессор кафедры гидрогеологии.
В 1954 году Клара Питьёва защитила диссертацию на соискание учёной степени кандидат геолого-минералогических наук по теме: «Гидрогеологические особенности района Западной Туркмении», в 1974 году — доктор геолого-минералогических наук по теме: «Формирование химического состава глубоких подземных вод платформ и предгорных прогибов: на примере юго-востока Русской платформы и Предкавказья». В 1988 году приказом ВАК ей было присвоено учёное звание профессор. В 2002 году была удостоена почётного звания Заслуженный профессор МГУ. 
Основная научная деятельность Клары Питьёвой была связана с вопросами в области   гидрогеохимии, методики гидрогеохимического картирования крупных территорий и городов, методов гидрогеохимических исследований, формированием химического состава подземных вод земной коры в различных природно-техногенных условиях, , приемы обработки гидрогеохимических данных. Основная библиография: «Гидрогеохимия. Формирование химического состава подземных вод» (1978), «Гидрогеоэкоголические исследования в районах нефтяных и газовых месторождений» (1999), «Химический состав пород сезонно-талого слоя территории Тазовского района Западной Сибири» (2010), «Гидрогеоэкология городов» (2013). С 1975 года учёный секретарь Учёного совета отделения гидрогеологии, инженерной геологии и геокриологии Геологического факультета МГУ и с 1976 года член Учёного совета по защите докторских и кандидатских диссертаций при этом факультете. С 1980 года являлась членом Научного совета по проблемам биосферы  и членом Гидрогеохимической комиссии Научного совета по гидрогеологии и инженерной геологии АН СССР. С 1995 по 2017 год член диссертационного совета Геологического факультета МГУ в области гидрогеологии.
Скончалась 5 февраля 2021 года в Москве на 97-м году жизни.

## Награды
- Орден Отечественной войны II степени (1985)[1]
- Медаль «За победу над Германией в Великой Отечественной войне 1941—1945 гг.» (1945)
- Медаль «За трудовую доблесть»
- Заслуженный работник высшей школы Российской Федерации (2004 — «За заслуги  в научной работе и значительный вклад в подготовку квалифицированных специалистов»)[5]